# تفسير كوبنهاغن

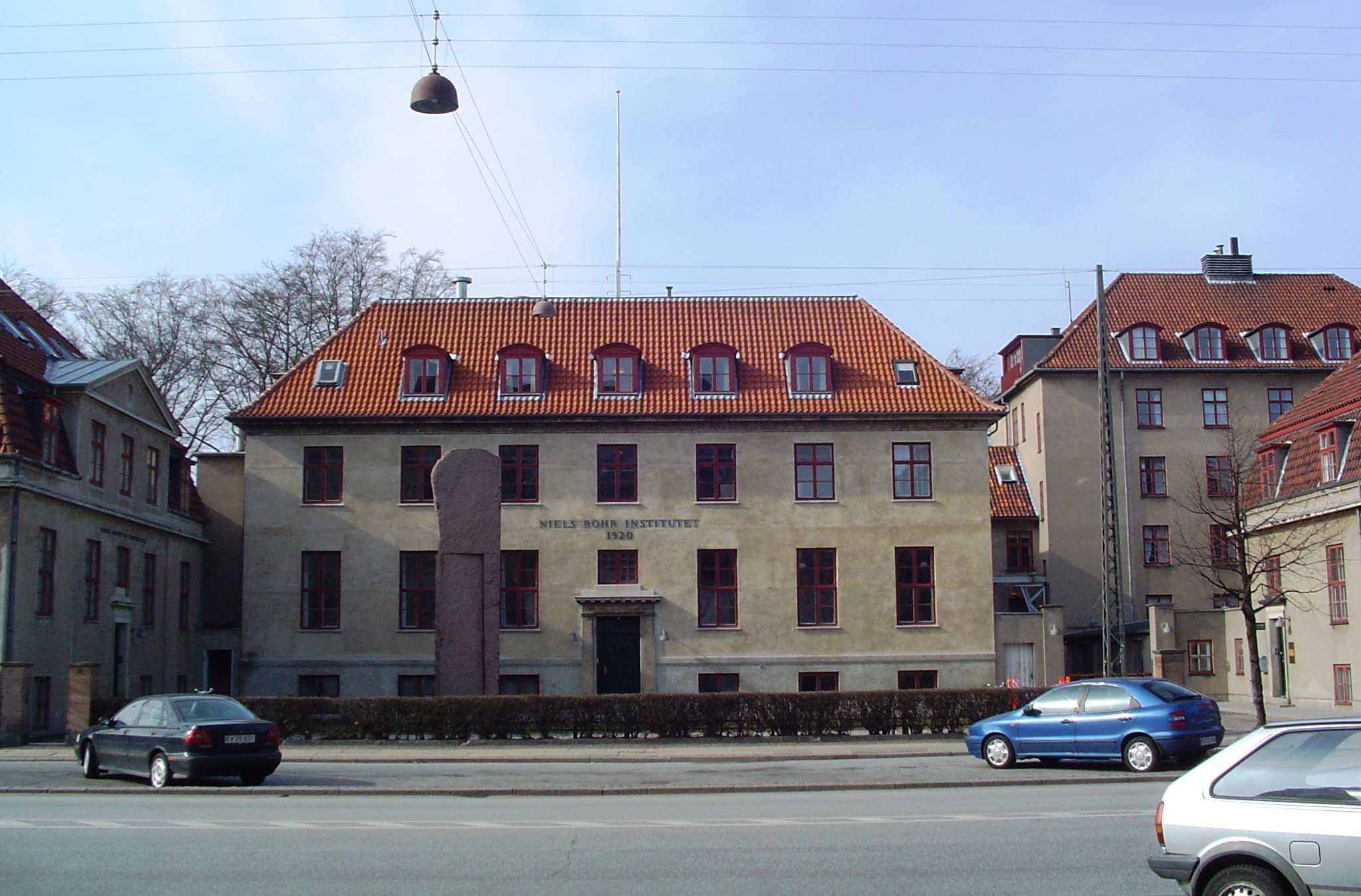

تفسير كوبنهاغن هو من أحد أهم التفسيرات شيوعاً في علم ميكانيكا الكم، ويفترض التفسير أن ميكانيك الكم لا تسفر عن وصف الظواهر الطبيعية بشكل موضوعي ولكن تتعامل فقط مع احتمالات الرصد والقياس، ولعل أغرب فروض هذا التفسير أن عملية القياس تؤثر على سلوك النظام الكمي بمعنى أن عملية القياس تسبب ما يعرف بـ انهيار الدالة الموجية، وقد وضعت المفاهيم الأساسية لهذا التفسير من قبل نيلز بور وفيرنر هايزنبرج وماكس بورن وغيرهم في السنوات 1924-1928م.

## تاريخ
الفيزياء الكلاسيكية تميز بين الجسيمات والموجات، في حين أن أساسيات ميكانيكا الكم تؤكد اندماج الصفات الجسيمية والخواص الموجية معاً بتعبير أبسط فقد اكتشفت نظريات ميكانيكا الكم أن للموجات طبيعية جسيمية، وأن للجسيمات طبيعة موجية وهو مايعرف بازدواجية الموجة والجسيم، وبناءاً على الطبيعة الموجية للجسيمات فقد تم وصف سلوك الجسيمات بدالة موجية وهي دالة رياضياتية مركبة تستخدم لحساب درجة احتمال وجود الجسيم في نقطة معينة في الفراغ.
في أوائل القرن العشرين قام كل من ماكس بلانك، ألبرت أينشتاين، ونيلز بور، بافتراض أن الإشعاع الكهرومغناطيسي يصدر على هيئة كميات منفصلة أطلق عليها مصطلح الكم Quantum والتي نجحت في تفسير ظواهر (مثل: إشعاع الجسم الأسود، التأثير الكهروضوئي، الطيف الذري)، والتي فشلت الفيزياء الكلاسيكية في تفسير هذه الظواهر وبل وظهر بشكل واضح بأنها تتناقض معها، وبعد نجاح فكرة تكميم الطاقة في تفسير هذه الظواهر ظهر علم جديد أطلق عليه ميكانيكا الكم الذي نجح في تفسير سلوك الذرات والجسيمات دون الذرية بشكل كبير.
تفسير كوبنهاغن هو محاولة لشرح الصيغ الرياضية لميكانيكا الكم والنتائج التجريبية المقابلة. أدت تجارب القرن العشرين في وقت مبكر على فيزياء الظواهر على نطاق صغير جدا لاكتشاف الظواهر التي لا يمكن التنبؤ بها على أساس الفيزياء الكلاسيكية، وإلى تطوير نماذج جديدة وصفها بشكل دقيق جدا. لم يكن من السهل التوفيق بين هذه النماذج وتوقعاتهم غالبا ما يبدو غير بديهية ومقلق لكثير من الفيزيائيين، بما في ذلك مطوري تلك النماذج.

## أصل التسمية
فيرنر هايزنبرج كان مساعداً لنيلز بور في معهده في كوبنهاغن خلال جزء من عشرينات القرن الماضي عندما ساعدوا في نشوء نظرية ميكانيكا الكم، في عام 1929 أعطى هايزنبرج سلسلة من المحاضرات دعيت في جامعة شيكاجو موضحاً المجال الجديد لميكانيكا الكم، المحاضرات قدمت كأساس لكتاب له، المبادئ الفيزيائية للنظرية الكم، التي نشرت في 1930. وفي مقدمة الكتاب، كتب هايزنبرج:
«في كل محتويات الكتاب لا يمكن العثور على شئ يمكن إيجاده في منشورات سابقة، خاصة في تحقيقات بور والغرض من هذا الكتاب يبدو لي قد انجز، إذا كان يساهم إلى حد ما في إنتشار روح كوبنهاغن في نظرية الكم إذا جاز لي التعبير عن نفسي، التي وجهت لتطوير كامل للفيزياء الذرية الحديثة».
مصطلح "تفسير كوبنهاغن" يوحي بشيء أكثر من مجرد روح، مثل مجموعة محددة من القواعد لتفسير الصيغ الرياضية لميكانيكا الكم، ويفترض أن يعود تاريخها إلى 1920s. ومع ذلك، لا يوجد مثل هذا النص، بصرف النظر عن بعض المحاضرات شعبية غير رسمية بواسطة بور وهايزنبرج، والتي تتعارض مع بعضها البعض في العديد من القضايا الهامة، وظهور هذه التسمية بمنطقية عالية في خمسينات القرن الماضي، الا انها تعرضت إلى انتقادات على سبيل المثال، ديفيد بوم ) طور محاضرات. تحت عنوان " تفسير كوبنهاغن لنظرية الكم والانتقادات ومقترحات مضادة لتفسير كوبنهاغن، وهايزنبرج تسلمها في عام 1955 وأعيد طبعه في جمع الفيزياء والفلسفة. وقبل صدور كتاب للبيع، هايزنبرغ أعرب عن أسفه للقطاع الخاص لأنه يستخدم هذا المصطلح، بسبب اقتراحها من وجود تفسيرات أخرى، أنه يعتبرها أن تكون "هراء".

## وضع المصطلح حاليًا
يقول جون جي. كرامر المعادي لتفسير كوبنهاغن: «بالرغم من شيوع الأدبيات التي تشير إلى تفسير كوبنهاغن لميكانيكا الكم وتناقشه وتنتقده، لا يبدو أن هناك عبارة محددة تعرّف تفسير كوبنهاغن بشكل كامل».

## المبادئ
لا توجد عبارة محددة مميزة تصف تفسير كوبنهاغن، يتكون التفسير من مجمل آراء العلماء والفلاسفة في الربع الثاني من القرن العشرين. لم يتفق بور وهايزنبرغ قط على كيفية فهم التوصيف الرياضي لميكانيكا الكم. ذات مرة، أبعد بور نفسه عما اعتبره تفسير ذاتي لهايزنبرغ.
ربط معلقون ومحللون مختلفون أفكارًا متنوعة بتفسير كوبنهاغن. يقول أشير بيريس: توجد أفكار مختلفة للغاية منها أفكار متعارضة يقدمها مؤلفون مختلفون على أنها تفسير كوبنهاغن.
توجد بعض المبادئ الأساسية المقبولة بشكل عام باعتبارها جزءاً من التفسير منها:
1. الدالة الموجية https://wikimedia.org/api/rest_v1/media/math/render/svg/f5471531a3fe80741a839bc98d49fae862a6439a التي تعبر عن حالة النظام الفيزيائي وتتضمن كل ما يمكن معرفته عن النظام قبل الرصد. لا توجد معاملات خفية إضافية. تتطور الدالة الموجية بمرور الزمن بشكل متناغم ما دام النظام معزولًا.[11]
2. تخضع خصائص النظام لمبدأ عدم التوافق. لا يمكن تعريف بعض الخصائص بشكل مشترك لنفس النظام في نفس الوقت. يعبَّر عن عدم التوافق كميًا من خلال مبدأ عدم اليقين لهايزنبرغ. على سبيل المثال، إذا كان الجسيم في لحظة معينة في موقع محدد، فلا معنى للتحدث عن زخمه في تلك اللحظة.
3. أثناء الرصد، يجب على النظام أن يتفاعل مع جهاز معملي. وعندما يأخذ هذا الجهاز قياساته، يقال أن الموجة الدالية تنهار أو تتحول إلى حالة منخفضة للجسيم المرصود بشكل لا رجعة فيه.[12]
4. النتائج التي نحصل عليها من القياس كلاسيكية بالأساس، وينبغي وصفها باللغة العادية. أكد بور على هذا المعنى بالتحديد ووافق هايزنبرج عليه.[13]
5. الوصف الذي تعطيه الدالة الموجية لنا وصف احتمالي. يطلَق على هذا المبدأ قاعدة بورن (على اسم ماكس بورن).
6. تعبر الدالة الموجية عن ازدواجية الموجة والجسيم الأساسية الضرورية. يجب أن ينعكس هذا في حسابات اللغة العادية التي تصف التجارب. يمكن أن يظهر في التجربة خصائص جسيمية أو خصائص موجية وفقا لمبدأ التكامل لنيلز بور.[14]
7. لا تخضع البيئة الداخلية للذرة -ولا العمليات دون الذرية- للرصد المباشر بالضرورة، إذ يؤثر فعل الرصد عليها بشكل كبير.
8. عندما تكون الأعداد الكمية كبيرة، فهذا يعني أنها تشير إلى خصائص أقرب إلى خصائص الوصف الكلاسيكي. هذا هو مبدأ التوافق لبور وهايزنبرغ.

## الميتافيزيقا وراء الدالة الموجية
ينكر تفسير كوبنهاغن أن الدالة الموجية يمكنها أن تعطي صورة مفهومة عن جسم من المادة العادية أو أن تكون مكوِّنًا واضحًا لمثل هذا، أو أي شيء أكثر من أنها مفهوم نظري.
بمصطلحات الميتافيزيقا، يظهر تفسير كوبنهاغن أن ميكانيكا الكم مصدر للمعلومات عن الظواهر ولا تشير إلى «أشياء موجودة فعليًا» (الأمر الذي تبقى من الحدس العادي). يجعل هذا من ميكانيكا الكم نظرية معرفية. قد يتعارض هذا مع وجهة نظر أينشتاين الذي كان يرى أن الفيزياء يجب أن تبحث عن الأشياء الموجودة فعلًا وبذلك تكون نظرية وجودية.
يُسأل السؤال الميتافيزيقي أحيانًا على النحو التالي: «هل يمكن أن تمتد ميكانيكا الكم عن طريق إضافة ما يسمى بالمتغيرات الخفية للصيغة الرياضية، ما يحول ميكانيكا الكم من نظرية معرفية إلى نظرية وجودية؟». يجيب تفسير كوبنهاغن على هذا: «لا». يزعم البعض أحيانًا مثل جي. إس بيل أن أينشتاين عارض تفسير كوبنهاغن؛ لأنه اعتقد أن الإجابة على سؤال المتغيرات الخفية هي نعم. وعلى العكس، كتب ماكس جامر «لم يقترح أينشتاين قط نظرية متغير خفي». اكتشف أينشتاين إمكانية وجود نظرية متغير خفي، وكتب ورقة بحثية واصفًا فيها اكتشافه، لكنه سحبها من النشر لأنه شعر أنها كانت خاطئة.
يوصف تفسير كوبنهاغن أحيانًا بالذاتية لأنه يؤكد على أن الدالة الموجية تكون حقيقية فقط عندما يكون النظام تحت الرصد. رفض العديد من مناصري تفسير كوبنهاغن مصطلح «ذاتي»؛ لأن عملية الرصد عملية ميكانيكية لا تعتمد على الراصد بشكل فردي.
أنكر كارل فريدريش فون فايزاكر -أثناء مشاركته في ندوة في كامبردج- تأكيد تفسير كوبنهاغن على أن «ما لا يمكن ملاحظته لا يمكن أن يوجد»، واقترح بدلًا من ذلك أن التفسير يتبع المبدأ التالي: «ما يُرصد موجود بالتأكيد أما بالنسبة لما لا يرصد، فنحن ما زلنا أحرارًا لافتراض افتراضات مناسبة ونستخدم هذه الحرية لتجنب المعضلات».

## قاعدة بورن
يتحدث ماكس بورن عن تفسيره الاحتمالي باعتباره تفسيراً إحصائياً للدالة الموجية، وقاعدة بورن ضرورية في تفسير كوبنهاغن.
لا يستخدم الكتاب نفس المصطلحات. فمصطلح «تفسير إحصائي» الذي يشير إلى «تفسير تجميعي» غالبًا ما يدل على قاعدة بورن بشكل مختلف إلى حد ما عن تفسير كوبنهاغن.
بالنسبة لتفسير كوبنهاغن، من البديهي أن تستنفد الدالة الموجية كل ما يمكن معرفته مسبقًا عن حدوث أمر ما في النظام. من ناحية أخرى، يجهل التفسير الإحصائي أو التجميعي ما إذا كانت الدالة الموجية شاملة لكل ما يمكن معرفته مسبقًا. يبدو أنه أقل من تفسير كوبنهاغن في ما يدعيه. يذهب التفسير فقط إلى الحد الذي يقول بأن في كل فرصة للرصد توجَد بعض القيم الفعلية لبعض الخصائص بشكل احتمالي، وتلاحَظ في عدة فرص لرصد نفس النظام. يقال عن كل الأمور التي يمكن أن تحدث للنظام إنها تشكل مجموعة تظهر احتمالية فرص الرصد. بالرغم من أن عناصر المجموعة كلها لديها دالة موجية، قد لا تكون كلها متطابقة من كل الجوانب وفقًا للتفسيرات اللاأدرية. ما نعرفه عن هذه العناصر أنها قد تمتلك خواصًا مميزة لكل منها بعيدًا عن الدالة الموجية. مازالت الأشكال المختلفة لقاعدة بورن على قدر من الأهمية التجريبية في الوقت الحالي لأنها تقدم نفس التنبؤات عن احتمالية توزيع نتائج الرصد واحتمالية الخصائص غير الملحوظة التي لا يمكن اختبارها.

## طبيعة الانهيار
المتمسكون بتفسير كوبنهاجن مستعدون للقول بأن الدالة الموجية تتضمن احتمالات النتائج المختلفة التي يذهب إليها حدث معين، لكن عندما يسجل الجهاز أحد هذه النتائج لا يظل لبقية النتائج احتمالات ولا تراكب.
يقول هوارد أن انهيار الدالة الموجية لم يذكر في كتابات بور.
يرى البعض أن مفهوم انهيار الدالة الموجية الحقيقية قدِّم بواسطة هايزنبرج ثم طوره جون فون نيومان عام 1932. مع هذا، تحدّث هايزنبرج عن الدالة الموجية على أنها تقدم معلومات متاحة عن النظام (لم يستخدم مصطلح انهيار ولكن استخدم بدلًا منه مصطلح نقصان الدالة الموجية إلى حالة جديدة تعبر عن التغير في المعلومات المتاحة الذي يحدث فور تسجيل الجهاز لظاهرة ما).
في عام 1952، قدم دايفيد بوم مفهوم إزالة الترابط الكمي، وهي آلية تفسيرية لانهيار الدالة الموجية. طبق بوم إزالة الترابط الكمي على نظرية الموجة القائدة للويس دي براولي، ما أسفر عن ميكانيكا بوم، وهو التفسير الأول الناجح لميكانيكا الكم الذي يحتوي على متغيرات خفية.